# Morfologi (lingvistik)
 For alternative betydninger, se Morfologi. (Se også artikler, som begynder med Morfologi)
Morfologi eller formlære er en lingvistisk disciplin, der beskæftiger sig med ords struktur. Mens ord normalt opfattes som den mindste enhed inden for syntaksen, er det oplagt, at ord i de fleste sprog har en intern, regelbunden struktur. Morfologien er således læren om den mindste betydningsbærende sprogenhed, morfemet.
Ordet morfologi blev dannet af August Schleicher i 1859 af det græske μορφή / morphē "form".

## Grundbegreber

### Ord og leksemer
Ordet ord er tvetydigt i almindelig sprogbrug. Hvis vi sammenligner hest og hesten, kan man enten sige, at det er to forskellige ord (og det andet er afledt af det første), eller at det er to former af samme ord. Inden for morfologien har man valgt at bruge ord i den første betydning; til at dække den anden betydning har man dannet ordet leksem. Man siger altså, at hest og hesten er to ord, og at de er to former af samme leksem. Det er praktisk at kunne referere til et leksem med en enkelt form; denne form, som bl.a. er den form, man ville slå op i en ordbog (i dette tilfælde altså hest), kaldes et lemma.

### Morfologiske processer
Nu hvor vi har defineret begrebet leksem, kan vi skelne mellem to forskellige slags morfologiske processer. Nogle danner forskellige former af samme leksem (som når man danner hesten ud fra hest ved at tilføje den bestemte artikel -en), mens andre regler danner nye leksemer (som når man kan danne adjektivet spiselig ud fra verbet spise ved at tilføje suffikset -lig). Den førstnævnte type kaldes bøjningselement eller fleksiv, mens den sidstnævnte kaldes afledningselement eller derivativ.
Orddannelse kan altså deles op i flere typer: 
- Bøjning eller fleksion, hvor en bøjningsform af et ord dannes
- Afledning eller derivation, hvor et leksem danner nye leksemer ved tilføjelse af affikser, der ikke er selvstændige ord (som i eksemplet spiselig ovenfor)
- Sammensætning eller komposition, hvor to leksemer sættes sammen til et kompositum (som når man danner et nyt leksem hestepære ved at sætte hest og pære sammen).

### Morfemtyper
Jf. ovenstående kan morfemer være bøjningsmorfemer eller afledningsmorfemer. Derudover findes der rodmorfemer eller bare rødder, som er det som et aflednings- eller bøjningsmorfem sættes på.:67 . 
Derudover kan morfemer være bundne, dvs. de kun optræder sammen med andre morfemer, eller frie, dvs. de uden videre kan optræde som selvstændigt ord.
Affikser kategoriseres også efter hvor det placeres i forhold til en rod: Et affiks kaldes præfiks, når det står i begyndelsen af ordet, og suffiks, når det står i slutningen af ordet, og et suffiks, når det placeres senere end roden. Infikser placeres i stedet inde i rødder.:68  Der findes øvrige, mere komplekse typer, der fx består af flere dele.

### Paradigmer
Begrebet bøjning hører tæt sammen med begrebet paradigme. Et leksems paradigme er mængden af alle dets ordformer, ordnet efter grammatiske kategorier. I traditionel, latinsk-inspireret grammatik betegnes et verbalparadigme normalt en konjugation, og et nominalparadigme en deklination.

## Morfofonologi
Feltet morfofonologi (også morfonologi) er systemer af (og studiet af) fonologiske forandringer indenfor morfemer.:86  Fordi der er tale om udskiftning af fonemer og ikke bare foner, kan det ikke håndteres i fonologien. Samtidigt adskiller det sig fra andre former for allomorfi da betingelserne for udskiftningen er bundet op på netop lyde og ikke morfemer.

## Typologi
Undertiden ser man verdens sprog opdelt efter deres morfologiske karakteristika i en såkaldt morfologisk typologi; specifikt taler man om en inddeling mellem tre eller fire sprogtyper:
1. de flekterende sprog (fx latin, færøsk, russisk)
2. de isolerende sprog (fx kinesisk, vietnamesisk og i nogen grad engelsk)
3. de agglutinerende sprog (fx tyrkisk, japansk, koreansk og esperanto)
4. de polysyntetiske sprog (grønlandsk og mange amerikansk-indianske sprog)

Grænserne er dog flydende, specielt mellem flekterende og agglutinerende sprog. Og det nu næsten isolerende engelsk begyndte som et flekterende sprog og dansk er ved sit stadige tab af bøjninger (dansk morfologi er næppe mere kompliceret end den engelske når man ser bort fra det danske sprogs grammatiske køn) godt på vej mod isolation.